# Овоид (геометрия)
Ово́ид (лат. ovum — яйцо + греч. έιδος — подобный) — замкнутая гладкая выпуклая кривая, имеющая только одну ось симметрии. В инженерных приложениях это, как правило, коробовая кривая, состоящая из большой полуокружности и ещё трёх дуг окружностей.
Овоид является частным случаем овала (с точки зрения общего определения данной кривой) и не является «овалом» в инженерном понимании (гладкой выпуклой кривой с двумя перпендикулярными осями симметрии).
«Овоидной» также называют форму пространственного тела, полученного вращением плоского овоида вокруг оси симметрии (синоним «яйцевидная»).